# Кон'юнкція
Кон'юнкція (від лат. conjunctio, яке використовувалося для позначення частин мови, що з'єднують слова, фрази або речення) (операція AND) — двомісна операція, що має значення «істина», якщо всі операнди мають значення «істина». Операція передбачає вживання сполучника «і» в логічних висловлюваннях.

## Позначення
And зазвичай виражається з префіксним оператором {\displaystyle K}, або інфіксним оператором. У математичній логіці інфіксний оператор зазвичай {\displaystyle \land }, в електроніці {\displaystyle \cdot }, а в мовах програмування & або and. 

## Правила усунення
{\displaystyle A},
{\displaystyle B}.
Отже, {\displaystyle A} і {\displaystyle B}.
Або в позначенні логічного оператора:
{\displaystyle A},
{\displaystyle B}
{\displaystyle \vdash A\land B}
Приклад:
Петро любить яблука.
Петро любить сало.
Отже, Петро любить яблука і сало.
Кон'юктивне усунення є іншим класичним дійсним, простим аргументом форми. Інтуїтивно це дає змогу зробити висновок з будь-якої кон'юнкції або елемента цієї кон'юнкції.
{\displaystyle A} і {\displaystyle B}.
Отже, {\displaystyle A}.
...або навпаки,
{\displaystyle A} і {\displaystyle B}.
Отже, {\displaystyle B}.
У позначенні логічного оператора:
{\displaystyle A\land B}
{\displaystyle \vdash A}
...або навпаки,
{\displaystyle A\land B}
{\displaystyle \vdash B}

## Визначення
Таблиця істинності виглядає так:
| {\displaystyle A} | {\displaystyle B} | {\displaystyle A\land B} |
| ----------------- | ----------------- | ------------------------ |
| 0                 | 0                 | 0                        |
| 0                 | 1                 | 0                        |
| 1                 | 0                 | 0                        |
| 1                 | 1                 | 1                        |

Відповідною операцією в теорії множин є перетин множин.

## Властивості
- асоціативність

{\displaystyle a\land (b\land c)\equiv (a\land b)\land c}
- комутативність

{\displaystyle a\land b\equiv b\land a}
- дистрибутивність

{\displaystyle a\land (b\lor c)\equiv (a\land b)\lor (a\land c)}
{\displaystyle a\land (b\land c)\equiv (a\land b)\land (a\land c)}
{\displaystyle a\land (b\oplus c)\equiv (a\land b)\oplus (a\land c)}

- ідемпотентність

{\displaystyle a\land a\equiv a}
- монотонність

{\displaystyle (a\rightarrow b)\rightarrow ((c\land a)\rightarrow (c\land b))}
{\displaystyle (a\rightarrow b)\rightarrow ((a\land c)\rightarrow (b\land c))}

## Функціональна повнота
Множина операцій {\displaystyle \{\land ,\lnot \}} є функціонально повною:
{\displaystyle a\lor b\equiv \lnot (\lnot a\land \lnot b)}
{\displaystyle a\rightarrow b\equiv \lnot (a\land \lnot b)}
{\displaystyle a\;|\;b\equiv \lnot (a\land b)}
{\displaystyle a\downarrow b\equiv \lnot a\land \lnot b}

## Кон'юнкція в програмуванні

умовне позначення логічного вентиля І (AND)

У комп'ютерному програмуванні і цифровій електроніці високого рівня логічне множення широко представлене інфіксним оператором зазвичай ключовими словами або символами, такими як: AND, алгебраїчне множення, або символ &. 
Логічні зв'язки часто використовуються для бітових операцій, де 0 відповідає хибі та 1 відповідає істині:
- 0 AND 0  =  0,
- 0 AND 1  =  0,
- 1 AND 0  =  0,
- 1 AND 1  =  1.

Операція може бути застосована і до двох бінарних виразів рівної довжини, приймаючи побітове AND кожної пари бітів на відповідних позиціях. Наприклад:
- 11000110 AND 10100011  =  10000010.